# 雷阿利科縣

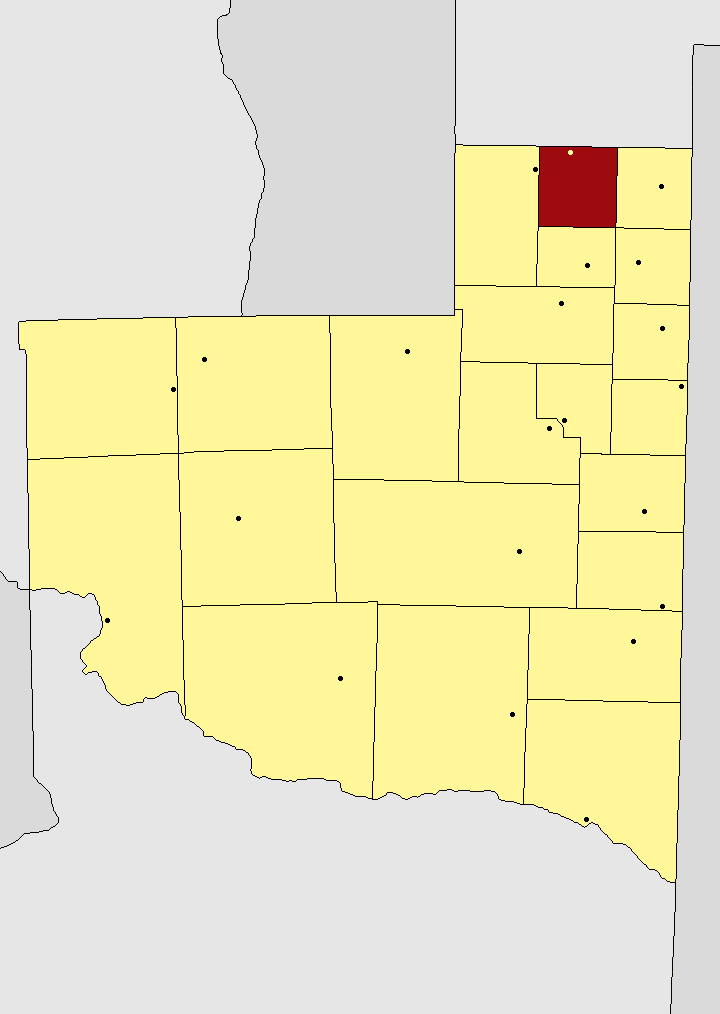

雷阿利科縣（西班牙語：Departamento Realicó），是阿根廷的縣份，位於該國中部拉潘帕省，首府設於雷阿利科，北面是科爾多瓦省，面積4,933平方公里，2010年人口10,668，人口密度每平方公里2.2人。
35°4′4″S 64°41′2″W / 35.06778°S 64.68389°W